# Superpuchar Europy UEFA 1978
Mecze o Superpuchar Europy 1978 zostały rozegrane 4 i 19 grudnia 1978 roku pomiędzy Liverpoolem, zwycięzcą Pucharu Europy Mistrzów Klubowych 1977/1978 oraz Anderlechtem, triumfatorem Pucharu Zdobywców Pucharów 1977/1978. Anderlecht zwyciężył w dwumeczu 4:3, tym samym wygrywając Superpuchar Europy po raz drugi w historii klubu.

## Droga do dwumeczu

### RSC Anderlecht
| Sezon   | Rozgrywki                 | Runda | Przeciwnik      | Dom     | Wyjazd  | Ogólnie |
| ------- | ------------------------- | ----- | --------------- | ------- | ------- | ------- |
| 1977/78 | Puchar Zdobywców Pucharów | 1R    | Łokomotiw Sofia | 2–0     | 6–1     | 8–1     |
| 1977/78 | Puchar Zdobywców Pucharów | 1/8   | Hamburg         | 1–1     | 2–1     | 3–2     |
| 1977/78 | Puchar Zdobywców Pucharów | 1/4   | FC Porto        | 3–0     | 0–1     | 3–1     |
| 1977/78 | Puchar Zdobywców Pucharów | 1/2   | FC Twente       | 2–0     | 1–0     | 3–0     |
| 1977/78 | Puchar Zdobywców Pucharów | F     | Austria Wiedeń  | 4–0 (N) | 4–0 (N) | 4–0 (N) |

### Liverpool
| Sezon   | Rozgrywki     | Runda | Przeciwnik               | Dom     | Wyjazd  | Ogólnie |
| ------- | ------------- | ----- | ------------------------ | ------- | ------- | ------- |
| 1977/78 | Puchar Europy | 1/8   | Dynamo Drezno            | 5–1     | 1–2     | 6–3     |
| 1977/78 | Puchar Europy | 1/4   | SL Benfica               | 4–1     | 2–1     | 6–2     |
| 1977/78 | Puchar Europy | 1/2   | Borussia Mönchengladbach | 3–0     | 1–2     | 4–2     |
| 1977/78 | Puchar Europy | F     | Club Brugge              | 1–0 (N) | 1–0 (N) | 1–0 (N) |

## Szczegóły meczu

### Pierwszy mecz
Pierwsze spotkanie finału odbyło się 4 grudnia 1978 na Stade Constant Vanden Stock w Brukseli. Frekwencja na stadionie wyniosła 35 000 widzów. Mecz sędziował Károly Palotai z Węgier. Mecz zakończył się zwycięstwem Anderlechtu 3:1. Bramki dla Anderlechtu strzelili Franky Vercauteren w 17. minucie, François Van der Elst w 38. minucie oraz Rob Rensenbrink w 87. minucie. Bramkę dla Liverpoolu strzelił Jimmy Case w 27. minucie.
| 4 grudnia 1978 | RSC Anderlecht · Vercauteren 17' · Van der Elst 38' · Rensenbrink 87' | 3:12:1Raport | Liverpool · Case 27' | Stade Constant Vanden Stock, Bruksela Widzów: 35 000 Sędzia: Károly Palotai |
|                |                                                                       |              |                      |                                                                             |

| Anderlecht | Liverpool |

| ANDERLECHT       |    |                       |
|                  |    |                       |
| BR               | 1  | Nico De Bree          |
| OB               | 2  | François Van der Elst |
| OB               | 3  | Hugo Broos            |
| OB               | 4  | Johnny Dusbaba        |
| OB               | 5  | Jean Thissen 43'      |
| PO               | 9  | Franky Vercauteren    |
| PO               | 7  | Arie Haan             |
| PO               | 8  | Ludo Coeck            |
| NA               | 10 | Ruud Geels            |
| NA               | 6  | Benny Nielsen         |
| NA               | 11 | Rob Rensenbrink (c)   |
| Rezerwowi:       |    |                       |
| BR               | 12 | Jacky Munaron         |
| NA               | 13 | Ronny Martens         |
| OB               | 14 | Gilbert Van Binst     |
| PO               | 15 | Matty Van Toorn       |
| Trener:          |    |                       |
| Raymond Goethals |    |                       |

| LIVERPOOL   |    |                  |  |     |
|             |    |                  |  |     |
| BR          | 1  | Ray Clemence     |  |     |
| OB          | 2  | Phil Neal        |  |     |
| OB          | 4  | Alan Hansen      |  |     |
| OB          | 5  | Alan Kennedy     |  |     |
| OB          | 3  | Emlyn Hughes (c) |  |     |
| PO          | 9  | Ray Kennedy      |  |     |
| PO          | 7  | Terry McDermott  |  |     |
| PO          | 8  | Graeme Souness   |  |     |
| PO          | 6  | Jimmy Case       |  |     |
| NA          | 10 | Kenny Dalglish   |  |     |
| NA          | 11 | David Johnson    |  | 54' |
| Rezerwowi:  |    |                  |  |     |
| PO          | 12 | Steve Heighway   |  | 54' |
| BR          | 13 | Steve Ogrizovic  |  |     |
| NA          | 14 | David Fairclough |  |     |
| PO          | 15 | Sammy Lee        |  |     |
| OB          | 16 | Brian Kettle     |  |     |
| Trener:     |    |                  |  |     |
| Bob Paisley |    |                  |  |     |

### Drugi mecz
Drugie spotkanie finału odbyło się 19 grudnia 1978 na Anfield w Liverpoolu. Frekwencja na stadionie wyniosła 23 598 widzów. Mecz sędziował Nicolae Rainea z Rumunii. Mecz zakończył się zwycięstwem Liverpoolu 2:1. Bramki dla Liverpoolu strzelali Emlyn Hughes w 13. minucie oraz David Fairclough w 87. minucie. Bramkę dla Anderlechtu zdobył François Van der Elst w 71. minucie.
| 19 grudnia 1978 | Liverpool · Hughes 13' · Fairclough 87' | 2:11:0Raport | RSC Anderlecht · Van der Elst 71' | Anfield, Liverpool Widzów: 23 598 Sędzia: Nicolae Rainea |
|                 |                                         |              |                                   |                                                          |

| Liverpool | Anderlecht |

| LIVERPOOL   |    |                  |
|             |    |                  |
| BR          | 1  | Steve Ogrizovic  |
| OB          | 2  | Phil Neal        |
| OB          | 5  | Emlyn Hughes (c) |
| OB          | 3  | Phil Thompson    |
| OB          | 4  | Alan Hansen      |
| PO          | 9  | Ray Kennedy      |
| PO          | 7  | Jimmy Case       |
| PO          | 6  | Terry McDermott  |
| PO          | 8  | Graeme Souness   |
| NA          | 11 | David Fairclough |
| NA          | 10 | Kenny Dalglish   |
| Rezerwowi:  |    |                  |
| NA          | 12 | David Johnson    |
| BR          | 13 | Ray Clemence     |
| PO          | 14 | Steve Heighway   |
| PO          | 15 | Sammy Lee        |
| OB          | 16 | Brian Kettle     |
| Trener:     |    |                  |
| Bob Paisley |    |                  |

| ANDERLECHT       |    |                       |
|                  |    |                       |
| BR               | 1  | Nico De Bree          |
| OB               | 2  | Gilbert Van Binst     |
| OB               | 3  | Matty Van Toorn       |
| OB               | 4  | Johnny Dusbaba 42'    |
| OB               | 5  | Jean Thissen          |
| PO               | 9  | Franky Vercauteren    |
| PO               | 7  | Arie Haan             |
| PO               | 8  | Ludo Coeck            |
| NA               | 11 | Rob Rensenbrink (c)   |
| NA               | 6  | François Van der Elst |
| NA               | 10 | Ruud Geels 46'        |
| Zmiany:          |    |                       |
| NA               |    | Ronny Martens 46'     |
| Trener:          |    |                       |
| Raymond Goethals |    |                       |

| Superpuchar Europy (1978)  |
| -------------------------- |
| Belgia                     |
| RSC Anderlecht Drugi Tytuł |